# Arlene Foster

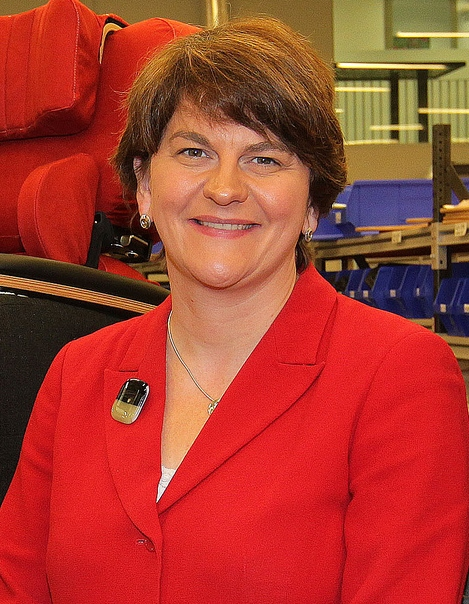
Arlene Foster (2015)

Arlene Isabel Foster, Baroness Foster of Aghadrumsee, DBE, PC (geb. Kelly; * 17. Juli 1970 in Enniskillen, County Fermanagh, Nordirland), ist eine Politikerin der Democratic Unionist Party (DUP). Am 17. Dezember 2015 wurde sie zur DUP-Vorsitzenden und am 11. Januar 2016 zur Ersten Ministerin (First Minister) der nordirischen Regierung gewählt und war damit neben Martin McGuinness (Sinn Féin) einer der beiden nordirischen Regierungschefs bis zum 9. Januar 2017. Am 11. Januar 2020 wurde sie erneut zur Ersten Ministerin gewählt, diesmal zusammen mit Michelle O’Neill (Sinn Féin).
Am 28. April 2021 kündigte Foster ihren Rücktritt als DUP-Vorsitzende zum 28. Mai 2021 und als First Minister für Ende Juni 2021 an. Am Tag zuvor hatte ihr eine große Zahl von DUP-Abgeordneten in einem internen Schreiben das Misstrauen ausgesprochen. Am 14. Juni 2021 gab sie ihr Amt als Regierungschefin auf und seit 2022 ist sie als Life Peer Mitglied des House of Lords.

## Biografie
Foster wurde in eine protestantisch-nordirische Familie geboren. Als Kind erlebte sie aus nächster Nähe die Gewalt in Nordirland. Ihr Vater, ein Polizist der Royal Ulster Constabulary (RUC), wurde eines Tages bei einem Mordanschlag der IRA am Kopf angeschossen. Die Familie musste anschließend die Wohngegend wechseln. Als Teenager überlebte Foster 1988 einen Bombenanschlag der IRA auf den Schulbus, der dem Busfahrer, einem Angehörigen der britischen Armee galt.
Sie besuchte 1982 bis 1989 die Schule in Enniskillen und studierte anschließend Rechtswissenschaften an der Queen’s University Belfast. Seit dem Studienabschluss war sie als Rechtsanwältin (solicitor) tätig.
Während der Studienzeit wurde sie politisch aktiv, schloss sich der Ulster Unionist Party (UUP) an und wurde in verschiedene Parteiämter gewählt.
Nur wenige Wochen nach der Wahl zur Nordirland-Versammlung 2003, bei der Foster ein Abgeordnetenmandat unter der Parteifahne der UUP im Wahlkreis Fermanagh and South Tyrone gewonnen hatte, trat sie am 18. Dezember 2003 zusammen mit ihren beiden Parteikollegen Jeffrey Donaldson und Norah Beare von allen UUP-Parteiämtern zurück und wurde am 5. Januar 2004 Mitglied der Democratic Unionist Party (DUP), der anderen großen unionistischen Partei in Nordirland. Ursachen für den Parteiwechsel waren Unzufriedenheiten mit dem Kurs der UUP unter Parteiführer David Trimble.
Seit 2007 bekleidete Arlene Foster verschiedene Ministerämter in der nordirischen Regierung: vom 8. Mai 2007 bis 9. Juni 2008 als Umweltministerin, vom 9. Juni 2008 bis 4. Mai 2011, sowie vom 16. Mai 2011 bis 11. Mai 2015 als Ministerin für Unternehmen, Handel und Investitionen und seit dem 11. Mai 2015 als Ministerin für Finanzen. Als der Erste Minister Peter Robinson vom 11. Januar bis 3. Februar 2010 wegen eines Skandals um die mutmaßliche unrechtmäßige Vergabe von Fördergeldern vorübergehend zurücktrat, übernahm sie in dieser Zeit kommissarisch dessen Amt.
Nachdem der Erste Minister Peter Robinson aufgrund von Streitigkeiten mit den irisch-republikanischen Parteien zurückgetreten war, wurde Foster am 10. September 2015 Nachfolgerin im Amt des Ersten Ministers. Das Verbleiben Fosters als einzige DUP-Politikerin in der nordirischen Regionalregierung wurde damit begründet, dass man Sinn Féin und der SDLP nicht das wichtige Finanzressort und das Amt des First Ministers überlassen dürfe. Am 20. Oktober 2015 nahm ihr Vorgänger Peter Robinson seine Arbeit als First Minister wieder auf. Einen Monat später, am 19. November 2015, kündigte er aus gesundheitlichen Gründen seinen Rücktritt vom Amt des Ersten Ministers und vom Amt des DUP-Vorsitzenden an. Die DUP wählte Arlene Foster am 17. Dezember 2015 zur neuen Parteivorsitzenden. Seit dem 11. Januar 2016 ist sie gleichfalls in der Nachfolge von Peter Robinson First Minister der nordirischen Regionalregierung.

### Skandal um die Förderung erneuerbarer Energien
Im Jahr 2016 entfaltete sich ein Skandal um die sogenannte Renewable Heat Incentive (RHI, „Anreiz zur Nutzung erneuerbarer Energien“, in der Presse auch als „Cash for Ash“ bezeichnet). Im Jahr 2012 hatte die damalige Regierung Nordirlands eine Initiative gestartet, um Hausbesitzer mit finanziellen Anreizen dazu zu bewegen, ihre Heizungen von fossilen Brennstoffen auf erneuerbare Energien umzustellen. Arlene Foster war damals als Ministerin für dieses Programm zuständig gewesen. Es zeigte sich jedoch in der Folgezeit, dass das Programm nicht sorgfältig durchdacht gewesen war. Als problematisch erwies sich vor allem die Tatsache, dass die an die Heizungsbetreiber laufend ausgezahlte Förderprämie höher war als die anfallenden Heizkosten – je mehr man heizte, desto mehr Förderung erhielt man –, für einen Zeitraum von 20 Jahren fest garantiert und nach oben nicht gedeckelt war. So konnten beispielsweise auch Hausbesitzer, die zuvor gar keine Heizung hatten, sich den Einbau einer Heizung vollständig vom Steuerzahler finanzieren lassen. Noch gravierender waren allerdings die Fälle, in denen teilweise leerstehende Gewerbe- und Landwirtschaftsimmobilien ganzjährig beheizt wurden. Whistleblower berichteten von Fällen, in denen Immobilienbesitzer für den 20-jährigen Förderzeitraum mit Gewinnen von 1 bis 1,5 Millionen Pfund aus dem Einbau und Ganzjahresbetrieb einer Heizanlage in ein leerstehendes oder nicht heizbedürftiges Objekt kalkulierten. Die gravierendsten Fälle sollen strafrechtlich aufgearbeitet werden. Experten gingen davon aus, dass die RHI den Steuerzahler in Nordirland bis zu 20 Millionen Pfund jährlich in den nächsten 20 Jahren kosten werde; es gab allerdings auch niedrigere und höhere Schätzungen. Jonathan Bell, ein früherer DUP-Parteikollege von Arlene Foster, erhob in diesem Zusammenhang im Dezember 2016 schwere Vorwürfe vor allem an die Adresse der Ersten Ministerin. Die nordirische Regierung habe damals alle Warnungen von Ratgebern in den Wind geschlagen. Die seit der Wahl 2016 nicht an der nordirischen Regierung beteiligten Parteien SDLP und UUP forderten daraufhin Fosters Rücktritt, was diese ablehnte. Am 9. Januar 2017 trat Fosters Stellvertreter Martin McGuinness (Sinn Féin) von seinem Regierungsamt zurück und begründete dies mit dem RNH-Skandal.

### Entwicklungen im Jahr 2017
Infolge des Rücktritts der Sinn Féin-Minister kam es zu einer Neuwahl des Regionalparlaments am 2. März 2017, bei der die DUP unter Arlene Foster deutliche Verluste hinnehmen musste, aber noch knapp die stärkste Partei wurde. Bei der Unterhauswahl am 8. Juni 2017 erzielte die DUP jedoch ihr bestes Ergebnis der Parteigeschichte bei gesamt-britischen Wahlen und gewann 10 der 18 Wahlkreise Nordirlands, wodurch die Position Fosters wieder konsolidiert wurde. Im Anschluss an die Wahl kam es zu Verhandlungen zwischen DUP und der britischen Konservativen Partei über die Tolerierung einer konservativen Minderheitsregierung in Westminster durch die DUP.
Foster verhinderte mit ihrer DUP Anfang Dezember 2017 bei den Verhandlungen zum EU-Austritt des Vereinigten Königreichs zwischen Premierministerin Theresa May und der Europäischen Union kurzfristig in einer Telefonkonferenz einen eigentlich schon vereinbarten Sonderstatus für Nordirland, der den freien Verkehr von Gütern und Personen zwischen Irland und Nordirland beibehalten, aber Kontrollen zwischen Großbritannien und Nordirland vorgesehen hätte. Foster verweigerte ihre Zustimmung, weil nur eine Gleichbehandlung von Nordirland mit dem übrigen Vereinigten Königreich für ihre Partei in Frage komme.

### Entwicklungen nach 2017 und Rücktritt
Nach dem EU-Austritt des Vereinigten Königreichs war die DUP erheblichen Spannungen ausgesetzt. Insbesondere war das am 1. Januar 2021 in Kraft getretene Northern Ireland Protocol in der Partei und bei ihrer Wählerschaft umstritten. Nach dieser Vereinbarung waren zusätzliche Kontrollen von bestimmten Gütern, die aus dem übrigen Vereinigten Königreich nach Nordirland eingeführt wurden, in den nordirischen Häfen vorgesehen. Gegner des Abkommens argumentierten, dass dadurch eine quasi unsichtbare Zollgrenze in der Irischen See zwischen Nordirland und dem Rest des Vereinigten Königreichs geschaffen werde. Foster, die eine Gegnerin dieses Protokolls war, konnte sich in dieser Frage jedoch nicht gegen die Regierung Boris Johnson durchsetzen. Auch in anderen Fragen wurde Foster von ihren Kritikern als „zu schwach“ oder zu liberal angesehen. Beispielsweise wurde ihre Enthaltung bei der Abstimmung über ein Verbot der Konversionstherapie kritisiert (die DUP stimmte mehrheitlich dagegen), ebenso wie ihre Zustimmung zur Liberalisierung des sehr restriktiven nordirischen Abtreibungsrechts. Auch ihre Unterstützung des Irish language Acts, der eine verstärkte Förderung und einen offiziellen Status für die irische Sprache vorsah, stieß auf Kritik.
Am 27. April 2021 gelangte ein Papier in die Öffentlichkeit, in dem Foster das Misstrauen ausgesprochen wurde. Es war von 20 der 28 DUP-Abgeordneten im Stormont sowie vier der acht DUP-Unterhausabgeordneten unterzeichnet worden. Foster kam ihrer Abwahl zuvor, indem sie ihren Rücktritt als DUP-Vorsitzende zum 28. Mai 2021 und als First Minister zu Ende Juni 2021 erklärte. Das Amt als Regierungschefin gab sie am 14. Juni auf. Als Nachfolger nominierte ihre Partei Paul Givan.
Im Juni 2022 wurde sie als Dame Commander des Order of the British Empire (DBE) geadelt. Am 9. November 2022 wurde sie als Baroness Foster of Aghadrumsee, of Aghadrumsee in the County of Fermanagh, zum Life Peer erhoben und ist dadurch seither Mitglied des House of Lords.

## Persönliches
Arlene Foster ist verheiratet und hat drei Kinder.